# FIA World Endurance Championship
FIA World Endurance Championship er en motorsportsserie, der blev kørt første gang i 2012. Den organiseres af Automobile Club de l'Ouest (ACO), og sanktioneres af det internationale forbund Fédération Internationale de l'Automobile (FIA).
I serien deltager flere klasser som alle konkurrerer i udholdenhedsløb, med prototype-biler i Le Mans Prototype-kategorien, og Grand Tourer-biler i LM GTE kategorien.

## Løb
I serien indgik i 2025 følgende løb.
| Løb                               | Bane                          |
| --------------------------------- | ----------------------------- |
| Qatar 1812 km                     | Lusail International Circuit  |
| 6 Hours of Imola                  | Autodromo Enzo e Dino Ferrari |
| WEC 6 Heures de Spa-Francorchamps | Circuit de Spa-Francorchamps  |
| 24 Timers Le Mans                 | Circuit de la Sarthe          |
| 6 Hours of São Paulo              | Autódromo José Carlos Pace    |
| Lone Star Le Mans                 | Circuit of the Americas       |
| 6 Hours of Fuji                   | Fuji Speedway                 |
| 8 Hours of Bahrain                | Bahrain International Circuit |

### Tidligere løb
| Løb                    | Bane                           |
| ---------------------- | ------------------------------ |
| 6 Hours of Silverstone | Silverstone-banen              |
| 12 Hours of Sebring    | Sebring International Raceway  |
| 6 Hours of Shanghai    | Shanghai International Circuit |
| 6 Hours of Nürburgring | Nürburgring                    |
| 6 Hours of Mexico City | Autódromo Hermanos Rodríguez   |